# Rudolfinum
Rudolfinum là một tòa nhà ở Praha, Cộng hòa Séc. Tòa nhà được thiết kế theo phong cách Tân Phục Hưng và nằm trên Quảng trường Jan Palach bên bờ sông Vltava. Kể từ khi được mở cửa vào năm 1885, tòa nhà đã gắn liền với âm nhạc và nghệ thuật. Hiện nay, tòa nhà là trụ sở chính của Dàn nhạc Giao hưởng Czech Philharmonic Orchestra và Triển lãm Nghệ thuật Rudolfinum. Trong đó, thính phòng Dvořák bên trong tòa nhà là nơi diễn ra Lễ hội Âm nhạc Quốc Tế mùa xuân Praha thường niên và được biết đến với hệ thống âm thanh đỉnh cao tuyệt vời.

## Sử dụng
Rudolfinum là tòa trụ sở của Dàn nhạc Giao hưởng Czech Philharmonic Orchestra từ năm 1946 và là một trong những địa điểm chính tổ chức Liên hoan Âm nhạc Quốc tế Mùa xuân Praha vào tháng 5 và tháng 6 hàng năm. Tòa nhà được thiết kế bởi kiến trúc sư Josef Zítek cùng người học trò của ông là Josef Schulz và được mở cửa vào ngày 8 tháng 2 năm 1885. Tòa nhà được đặt tên là Rudolfinum để vinh danh Thái tử của Áo Rudolf, người đã chủ trì lễ khánh thành công trình. Từ năm 1919 đến năm 1939, tòa nhà được sử dụng làm trụ sở của Quốc hội Tiệp Khắc.
Thính phòng Dvořák trong tòa Rudolfinum là một trong những phòng hòa nhạc lâu đời nhất tại Châu Âu. Vào ngày 4 tháng 1 năm 1896, nhà soạn nhạc đại tài người Séc, Antonín Dvořák, đã tự mình chỉ huy Dàn nhạc giao hưởng Czech Philharmonic trong buổi hòa nhạc đầu tiên diễn ra tại Rudolfinum.
Phòng hòa nhạc Dvořák cũng là nơi thu âm album Tchaikovsky & Bruch: Violin Concertos của nghệ sĩ vĩ cầm Nicola Benedetti vào năm 2010.

### Triển lãm nghệ thuật Rudolfinum
Ngoài ra, tòa nhà còn có Triển lãm Nghệ thuật Rudolfinum. Đây là một phòng trưng bày nghệ thuật tập trung chủ yếu vào nghệ thuật đương đại. Phòng trưng bày chính thức mở cửa vào ngày 1 tháng 1 năm 1994 và là một tổ chức phi lợi nhuận do Bộ Văn hóa Séc quản lý và tài trợ. Triển lãm nghệ thuật nằm ở ngay phía sau tòa Rudolfinum. Phòng trưng bày Rudolfinum không có một bộ sưu tập riêng nào mà chỉ có những cuộc triển lãm ngắn hạn, tuân theo nguyên tắc Kunsthalle. Diện tích của phòng trưng bày nghệ thuật là vào khoảng 1500 mét vuông. Giám đốc của phòng trưng bày là Petr Nedoma.

## Bộ sưu tập

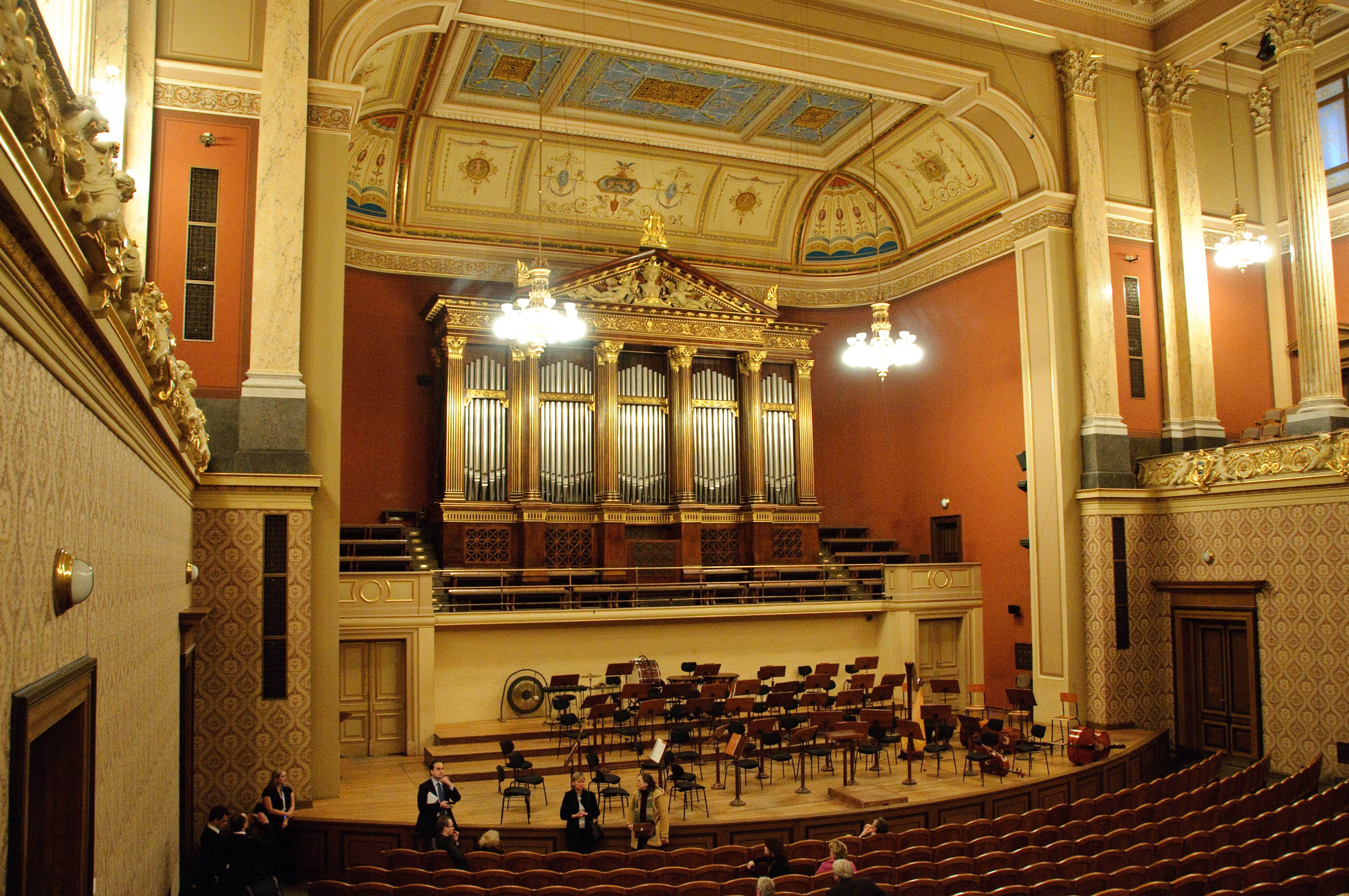
Phòng hòa nhạc Dvořák
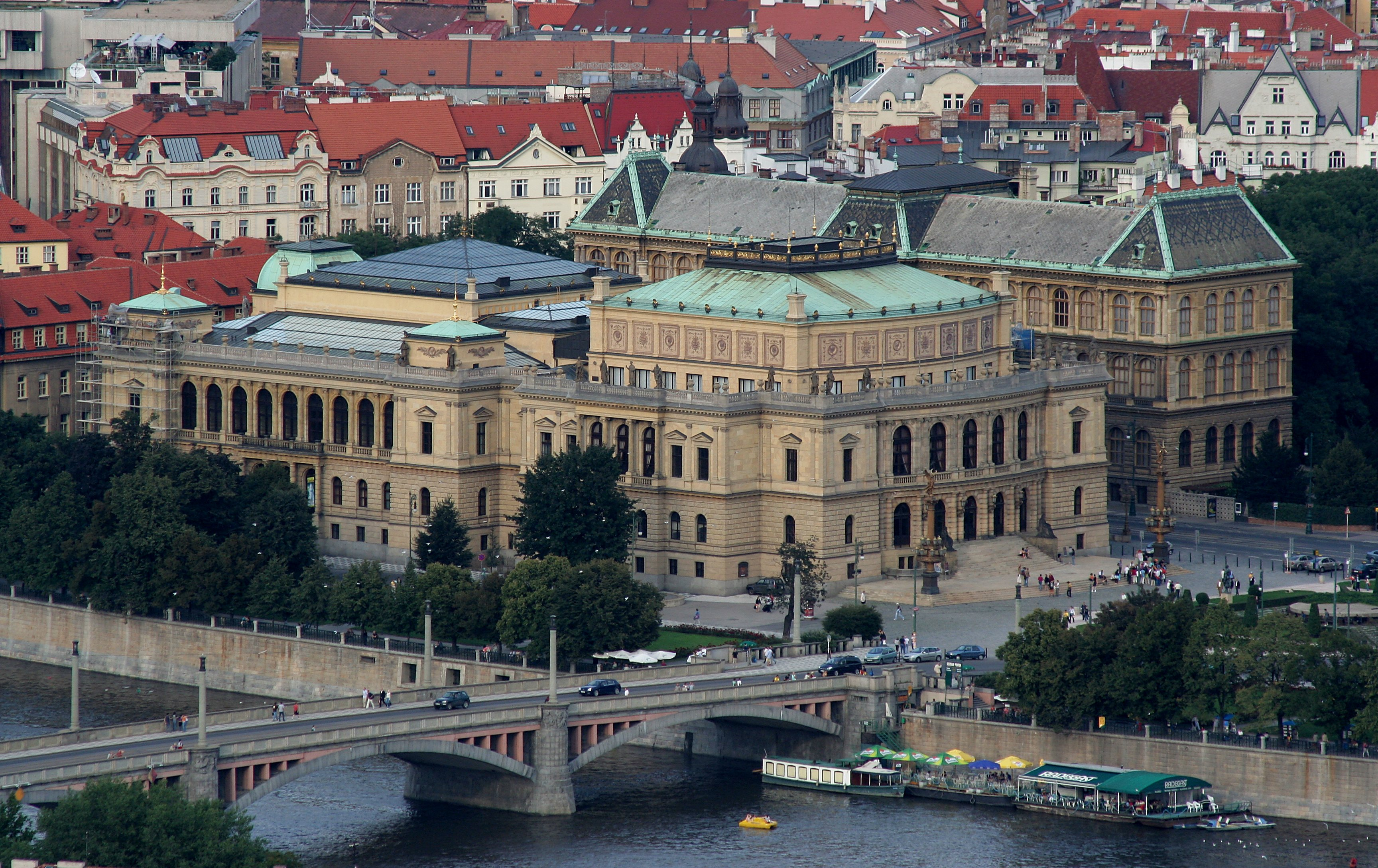
Tòa Rudolfinum nhìn từ phía đồi Letná
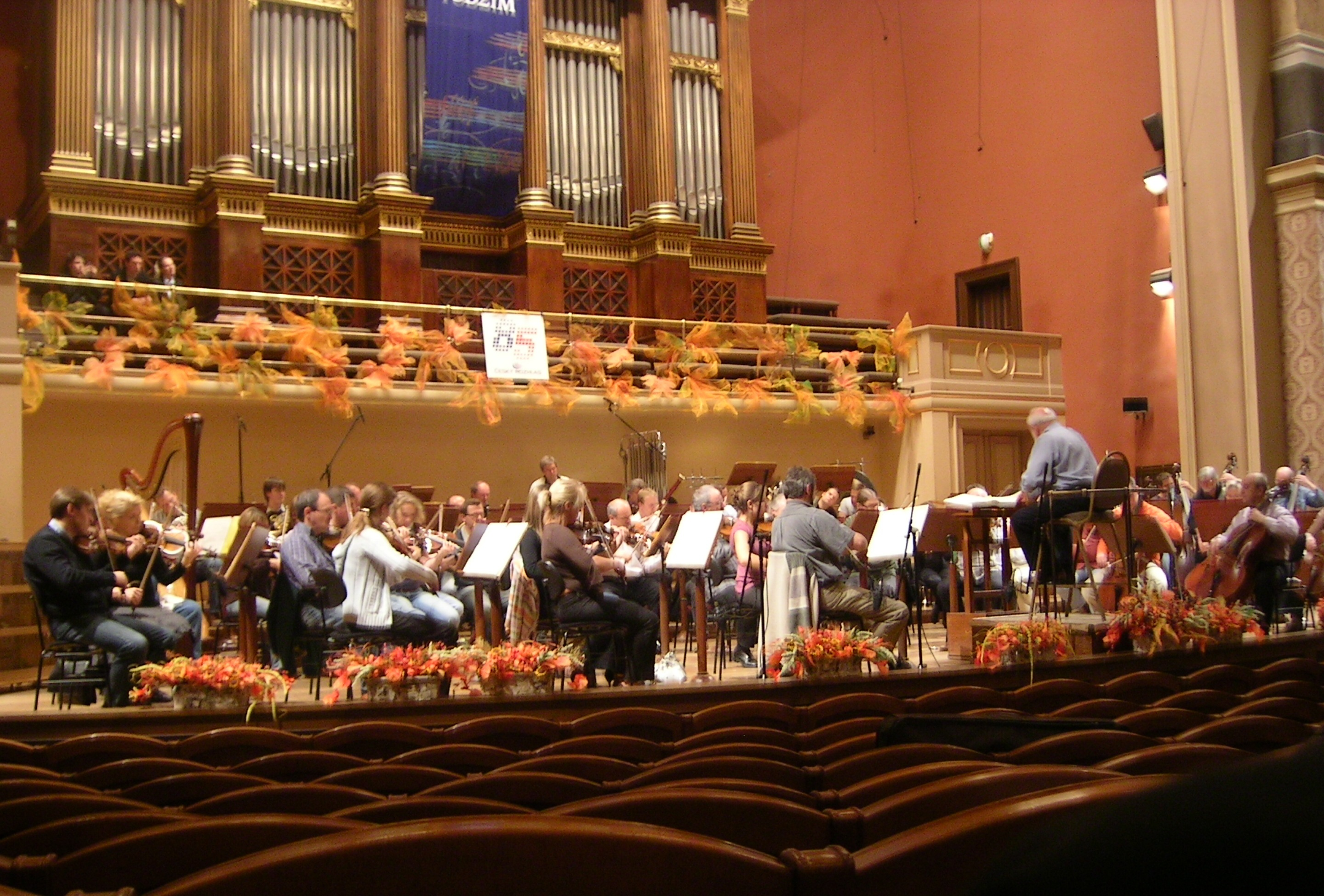
Krzysztof Penderecki và Sinfonia Varsovia diễn tập cho Lễ hội Âm nhạc Quốc tế mùa thu Praha năm 2008
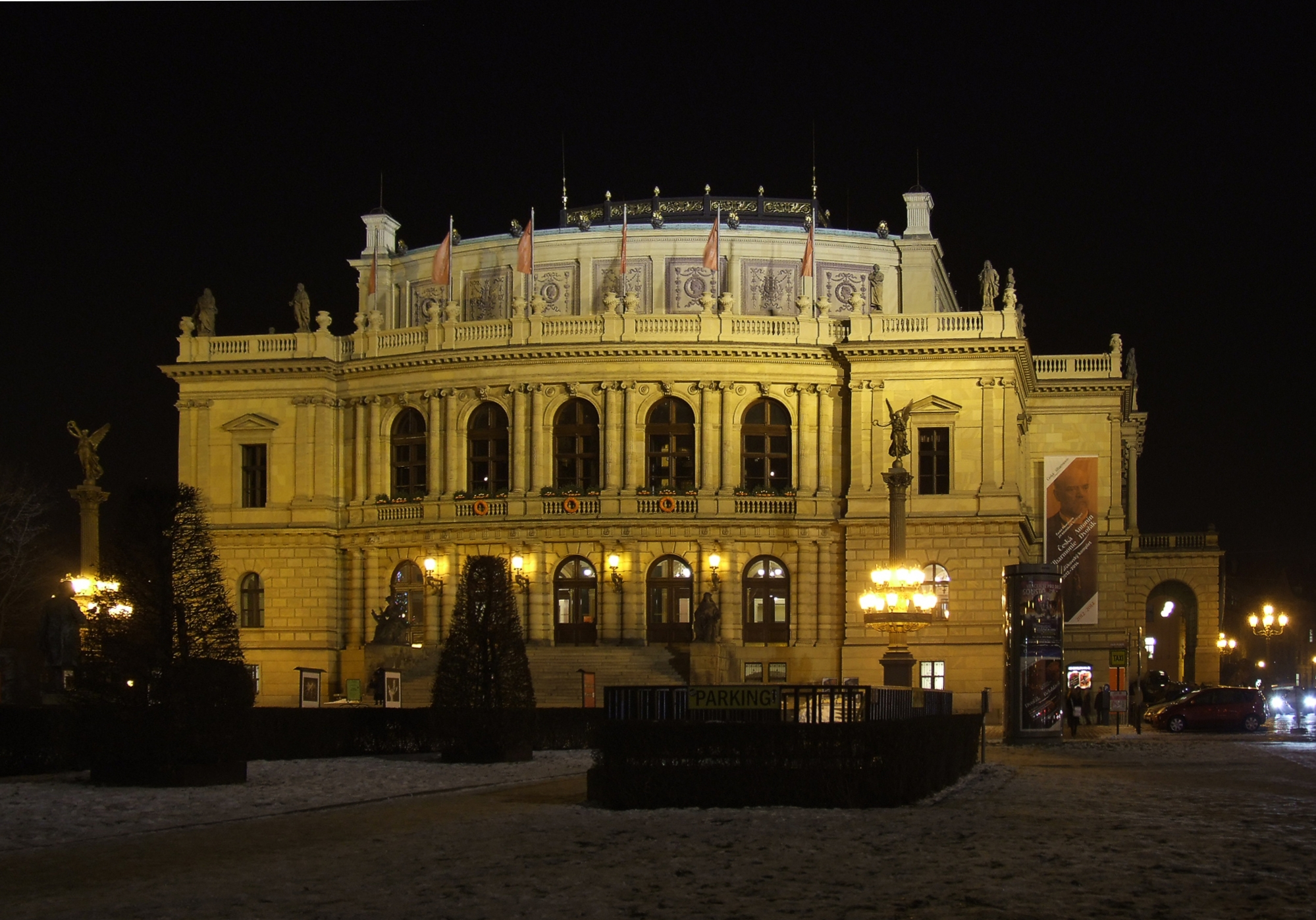
Tòa Rudolfinum vào ban đêm